# Adelsbibliothek
Als Adelsbibliothek bezeichnet man die Privatbibliothek einer adligen Familie.
Viele der heutigen wissenschaftlichen Bibliotheken sind aus fürstlichen Bibliotheken hervorgegangen. Heute noch bestehende Adelsbibliotheken sind oft nicht öffentlich zugänglich.
Kritiker wie Klaus Graf machen immer wieder darauf aufmerksam, dass die undokumentierte Zerstückelung gewachsener Adelsbibliotheken Kulturdenkmale zerstöre. Dabei spielt seitens der Verkäufer oft der Wunsch eine Rolle, durch den Verkauf der Bücher Einnahmen zu erzielen, auch möchte der Eigentümer häufig die Kosten für den Unterhalt der Bibliothek einsparen oder die für die Bibliothek verwendeten Räumlichkeiten anderweitig nutzen. Dem steht entgegen, dass vielfach nur für „Highlights“ einer Bibliothek hohe Preise zu erzielen sind, während Gebrauchsliteratur etwa des 19. Jahrhunderts kaum einen finanziellen Wert darstellt. Die Bedeutung einer solchen Bibliothek liegt eher in ihrer gewachsenen Zusammensetzung, also der Gesamtheit, die durch einen undokumentierten Verkauf ein für allemal vernichtet wird.
Besonders negative Schlagzeilen machte die Auflösung der Hofbibliothek Donaueschingen des Hauses Fürstenberg ab 1999.